# Zigby
A Zigby szingapúri-ausztrál-kanadai számítógépes animációs sorozat, melynek gyártói a Voice Box Productions és a Zebra (1) Productions, forgalmazói a Thunderbird Films és a Universum Film (UFA). A rendezők Darren Campbell és Mark Barnard, az írók pedig Louise Moon, Joshua Chiang, Jeffrey Lawrence, Brendan Luno, David Witt, Guy Hallifax és Cathy Moss voltak. A vezető producerek Tim Gamble és Michael Shepard.
Eredeti adója a Treehouse TV. Magyarországon Korábban a Minimax Később a Kiwi TV sugározza.

## Cselekmény
A sorozat egy Zigby nevű életvidám, fiatal zebrafiúról szól, aki egy apró, de mozgalmas oázisvidéken él barátaival, Bertie-vel, Tink-el és Clem-mel. Zigby minden nap tanul valamit, ami hasznossá válhat az életben. Egy alkalommal például azt tanulja meg, hogy miként válassza ki a hobbiját.

## Szereplők
- Zigby (Tracey Moore) – A vidám, tanulékony, intelligens zebrafiú, aki a barátaival minden nap tanul valami újat és hasznosat, ami fontossá válik az életben.

- Bertie (Matt Hill - Gubányi György István) – A felnőtt, komoly madár, aki Zigby legjobb barátja, egyben a "tanácsadója" is. Noha érettebb a zebrafiúnál, nem neveti ki, ha tudatlankodik Zigby.

## Epizódlista
1. Zigby's Treasure Hunt
2. Zigby Plays Detective
3. Zigby's Jungle Vink
4. Zigby and Stink
5. Zigby and the Mango
6. Zigby and the Bigfoot
7. Zigby's Team
8. Zigby's Wind Up Friend
9. Zigby puts on a Play
10. Zigby's Kie
11. Zigby and the Cake Factory
12. Zigby Looks After Bertie
13. Zigby and the Dark
14. Zigby Goes Camping
15. Zigby the Builder
16. Zigby and the Pineapple Pirates
17. Zigby, Superhero
18. Zigby's Swimming Pool
19. Zigby Plays Doctor
20. Zigby's Shortcut
21. Zigby the Unicorn
22. Zigby and the dinosaur
23. Zigby and the Sleepy Head
24. Zigby and the Hiccups
25. Zigby and the Painting
26. Zigby and the Circus
27. Zigby's Swapping Day
28. Zigby Goes Green
29. Zigby and the Present
30. Zigby and the Scavenger Hunt
31. Zigby and the Shooting Stars
32. Zigby Collection
33. Zigby's Washing
34. Zigby's Band
35. Zigby Misses Bertie
36. Zigby's Parrot
37. Zigby and the Sandcastle
38. Zigby's Magic Trick
39. Zigby and the Midnight Snacker
40. Zigby Makes a Game
41. Zigbys Day Out
42. Zigbys Lucky Star
43. Zigby Surprises Bertie
44. Zigby's Mail Service
45. Zigby Finds a Hobby
46. Zigby Loses a Hat
47. Zigby Writes a Story
48. Zigby's Costume Contest
49. Zigby's Fix-it Shop
50. Zigby's Sleepless Night
51. Zigby's Restaurant
52. Zigby and the Tortoise